# لخو
لخو (به آلمانی: Lochau) یک منطقهٔ مسکونی در اتریش است که در ناحیه برگنتس واقع شده‌است. لخو ۱۰٫۲۷ کیلومتر مربع مساحت دارد ۴۱۶ متر بالاتر از سطح دریا واقع شده‌است.